# サムエル・ガリンド
サムエル・ガリンド・スエイロ（Samuel Galindo Suheiro, 1992年4月18日 - ）は、ボリビア・サンタ・クルス・デ・ラ・シエラ出身の同国代表サッカー選手。ポジションはMF。CDサン・ホセ所属。

## 経歴
ボリビアのクラブ・レアル・アメリカのユース出身。2010年1月、イングランドのアーセナルFCに移籍。その年の夏にスペインのUDサラマンカにレンタル移籍した。2011-12シーズンはジムナスティック・タラゴナへレンタル移籍。
2014-15シーズン限りでアーセナルを退団し、リーガ・デ・フットボル・プロフェシオナル・ボリビアーノのクラブ・ペトロレロに完全移籍した。

## 代表歴
ボリビア代表としてはユースでキャプテンとして代表に呼ばれ、2010年2月にメキシコ代表戦でA代表デビューを果たした。